# Bobrowniki (województwo świętokrzyskie)
Bobrowniki – wieś sołecka w Polsce położona w województwie świętokrzyskim, w powiecie włoszczowskim, w gminie Kluczewsko, nad Pilicą.
W latach 1975–1998 miejscowość administracyjnie należała do województwa piotrkowskiego.
Wierni Kościoła rzymskokatolickiego należą do parafii św. Jakuba w Stanowiskach.

## Części wsi
| SIMC    | Nazwa  | Rodzaj     |
| ------- | ------ | ---------- |
| 1043750 | Pagory | przysiółek |

## Etymologia
Bobrowniki, byli to osadnicy zostający pod bezpośrednią władzy książąt (głównie mazowieckich) i obowiązani do hodowania i chwytania bobrów, których skóry stanowiły bardzo ceniony przedmiot handlu. Na dworach książęcych byli specjalni urzędnicy do nadzoru bobrowni, zwani bobrowniczymi. Stąd prawdopodobnie nazw wsi

## Historia
Bobrowniki w wieku XIX wieś i folwark, nad rzeką Pilicą w powiecie Końskie, gminie Dobromierz, parafii Stanowiska. w 1882 funkcjonował tu tartak parowy. 

W 1827 r. było tu 22 domów i 179 mieszkańców